# Championnat du monde des voitures de sport 1967
1966 1968
Le Championnat du monde des voitures de sport 1967 est la 15e saison du Championnat du monde des voitures de sport (WSC) FIA, divisé en deux championnats : le Championnat International des voitures de Sport ouvert aux voitures de Sport (S) et aux voitures de Grand Tourisme (GT) et le Championnat International des constructeurs ouvert aux Prototypes (P) qui vont courir à travers le monde dans des courses d'endurance. Il s'est couru du 4 février 1967 au 3 septembre 1967, comprenant quatorze courses.
C'est la dernière saison de ce championnat comprenant des courses de côte.

## Calendrier
Toutes les catégories n'ont pas couru dans tous les événements. Certaines courses étaient réservées à une catégorie, alors que d'autres étaient combinées.
| Manche | Course                                             | Circuit                        | Catégorie | Participants | Date           |
| ------ | -------------------------------------------------- | ------------------------------ | --------- | ------------ | -------------- |
| 1      | 24 Heures de Daytona                               | Daytona International Speedway | Libre     | 59           | 4 au 5 février |
| 2      | 12 Heures de Sebring                               | Sebring International Raceway  | Libre     | 58           | 1er avril      |
| 3      | 1 000 km de Monza                                  | Autodromo Nazionale di Monza   | Libre     | 40           | 25 avril       |
| 4      | 1 000 km de Spa                                    | Circuit de Spa-Francorchamps   | Libre     | 29           | 1er mai        |
| 5      | Targa Florio                                       | Palermo                        | Libre     | 62           | 14 mai         |
| 6      | 1 000 km du Nürburgring                            | Nürburgring                    | Libre     | 71           | 28 mai         |
| 7      | 24 Heures du Mans                                  | Le Mans                        | Libre     | 54           | 10 au 11 juin  |
| 8      | Grand Prix d'Hockenheim                            | Circuit d'Hockenheim           | Libre     | 22           | 9 juillet      |
| 9      | 500 km de Mugello                                  | Circuit du Mugello             | Libre     | 99           | 23 juillet     |
| 10     | 6 Heures de Brands Hatch                           | Brands Hatch                   | Sport     | 35           | 30 juillet     |
| 11     | Coppa Citta di Enna                                | Circuit d'Enna-Pergusa         | Sport     | 17           | 6 août         |
| 12     | 500 km de Zeltweg                                  | Circuit de Zeltweg             | Sport     | 22           | 20 août        |
| 13     | Course de côte Grand Prix de Suisse de la Montagne | Ollon-Villars                  | Libre     | 98           | 27 août        |
| 14     | 500 km du Nürburgring                              | Nürburgring                    | Libre     | 81           | 3 septembre    |

#### Catégorie S+2.0 - Championnat International des voitures de Sport - Division III (+ de 2000 cm³)

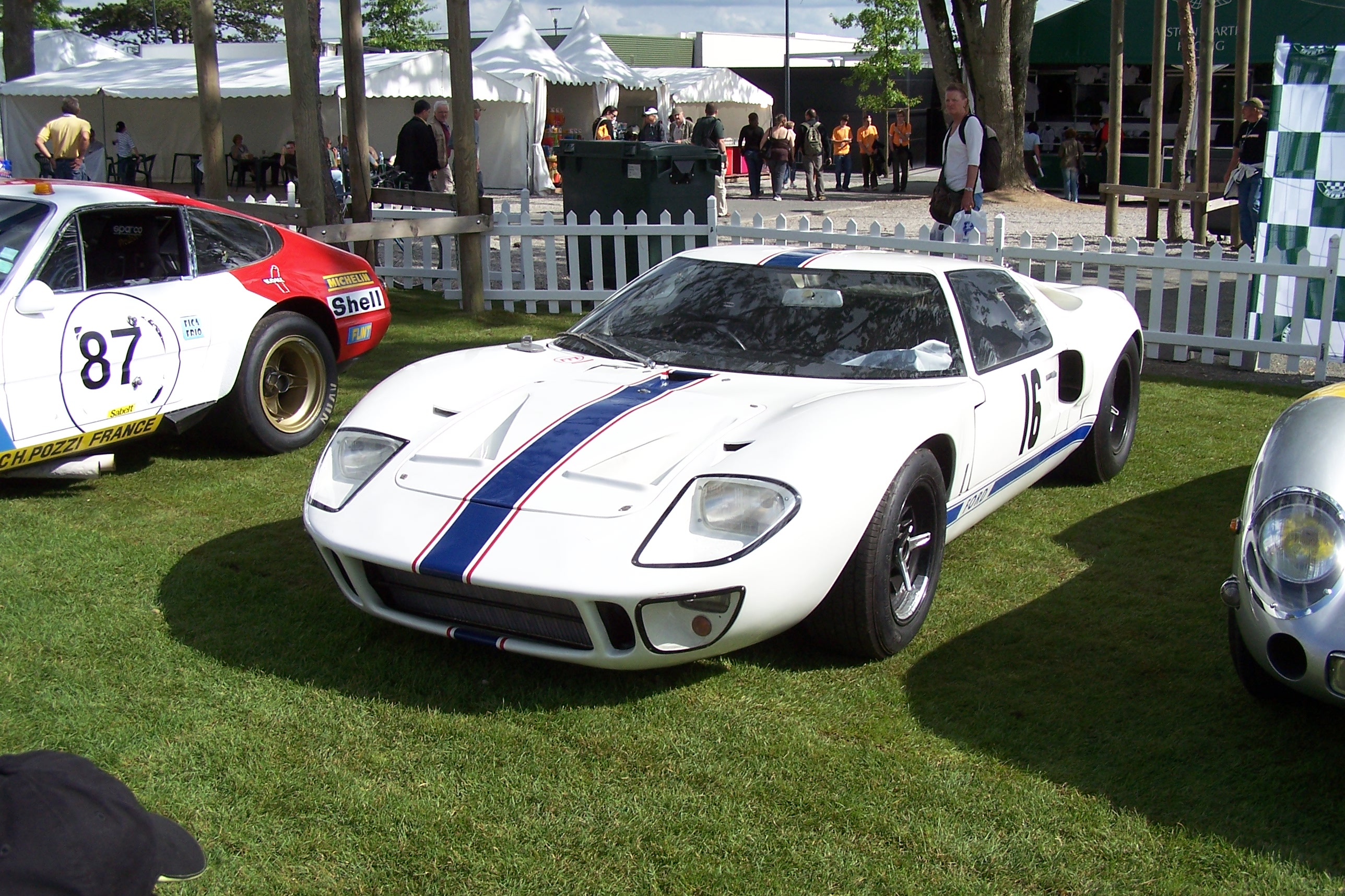
Victoire de Ford avec la GT40 en D.III S+2.0.

## Résultats de la saison

### Courses
| Manche | Circuit                      | Équipe vainqueur                | Résultats |
| Manche | Circuit                      | Pilote vainqueur                | Résultats |
| ------ | ---------------------------- | ------------------------------- | --------- |
| 1      | Daytona                      | #23 SpA Ferrari SEFAC           | Résultats |
| 1      | Daytona                      | Lorenzo Bandini Chris Amon      | Résultats |
| 2      | Sebring                      | #1 Ford Motor Co.               | Résultats |
| 2      | Sebring                      | Bruce McLaren Mario Andretti    | Résultats |
| 3      | Autodromo Nazionale di Monza | #3 SpA Ferrari SEFAC            | Résultats |
| 3      | Autodromo Nazionale di Monza | Lorenzo Bandini Chris Amon      | Résultats |
| 4      | Spa-Francorchamps            | #6 John Wyer Automotive         | Résultats |
| 4      | Spa-Francorchamps            | Jacky Ickx Dick Thompson        | Résultats |
| 5      | Palermo                      | #228 Porsche System Engineering | Résultats |
| 5      | Palermo                      | Paul Hawkins Rolf Stommelen     | Résultats |
| 6      | Nürburgring                  | #17 Porsche System Engineering  | Résultats |
| 6      | Nürburgring                  | Udo Schütz Joe Buzzetta         | Résultats |
| 7      | Le Mans                      | #1 Shelby-American Inc.         | Résultats |
| 7      | Le Mans                      | Dan Gurney A. J. Foyt           | Résultats |
| 8      | Circuit d'Hockenheim         | #3 Abarth                       |           |
| 8      | Circuit d'Hockenheim         | Toine Hezemans                  |           |
| 9      | Mugello                      | #1 Porsche System               |           |
| 9      | Mugello                      | Udo Schütz Gerhard Mitter       |           |
| 10     | Brands Hatch                 | #1 Chaparral Cars Inc.          |           |
| 10     | Brands Hatch                 | Mike Spence Phil Hill           |           |
| 11     | Enna-Pergusa                 | #80 Scuderia Brescia Corse      |           |
| 11     | Enna-Pergusa                 | Nino Vaccarella                 |           |
| 12     | Circuit de Zeltweg           | #5 Paul Hawkins                 |           |
| 12     | Circuit de Zeltweg           | Paul Hawkins                    |           |
| 13     | Ollon-Villars                | #196 Porsche System             |           |
| 13     | Ollon-Villars                | Gerhard Mitter                  |           |
| 14     | Nürburgring                  | #2 Alpine                       |           |
| 14     | Nürburgring                  | Roger de Lageneste              |           |

### Championnat International des constructeurs

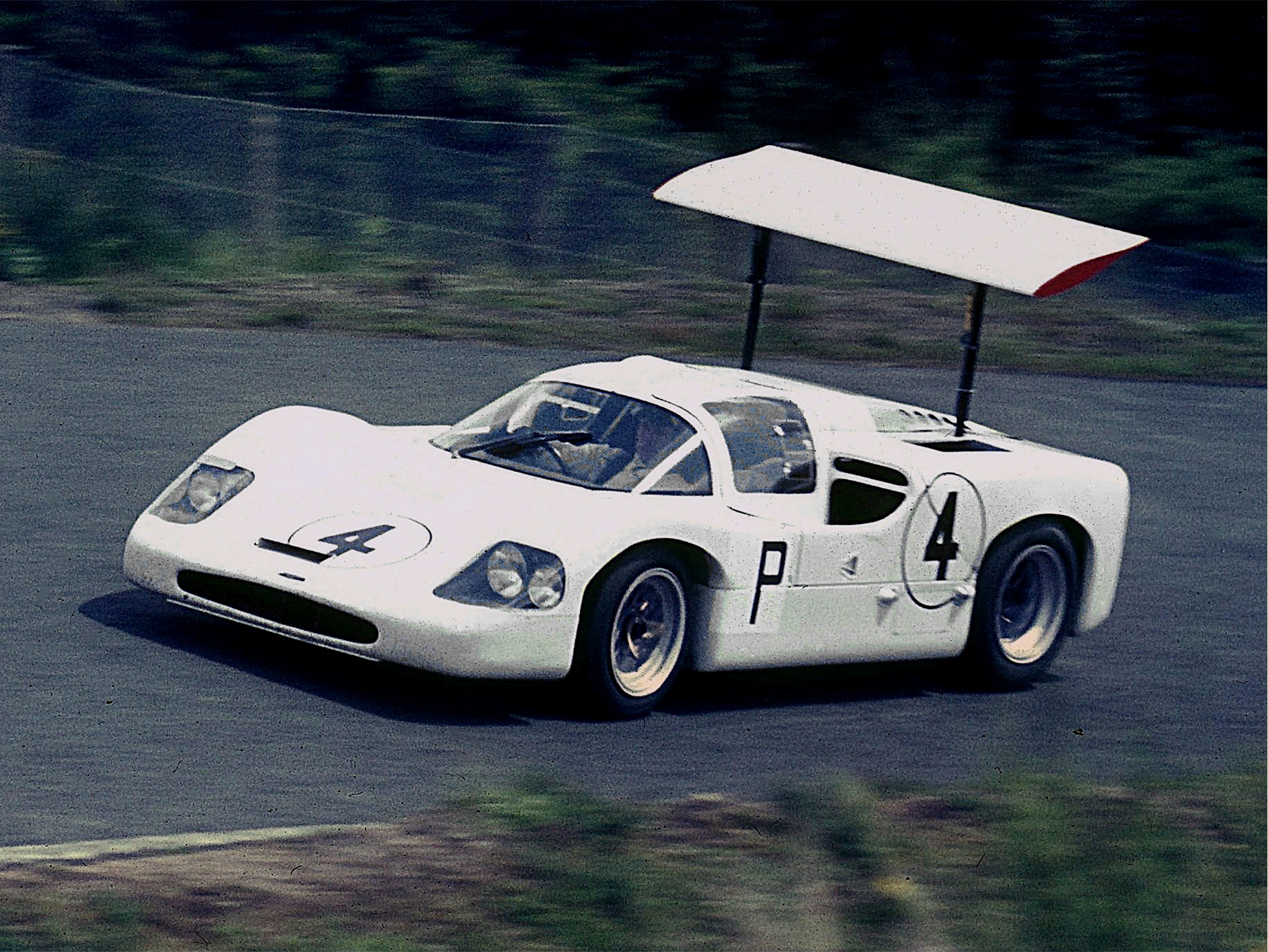
Une Chaparral 2F Gr.6 (au Nürburgring 1967).

#### Catégorie P+2.0 - Championnat International des constructeurs - Prototypes I (+ de2 000cm3)
| Pos | Constructeur | 1   | 2 | 3 | 4   | 5   | 6 | 7   | 8 | 9 | 10  | 11 | 12 | 13 | 14 | Total |
| --- | ------------ | --- | - | - | --- | --- | - | --- | - | - | --- | -- | -- | -- | -- | ----- |
| 1   | Ferrari      | 9   |   | 9 | 4   | (3) |   | 6   |   |   | 6   |    |    |    |    | 34    |
| 2   | Porsche      | (3) | 4 | 4 | 6   | 9   | 9 | (2) |   |   | (4) |    |    |    |    | 32    |
| 3   | Ford         | 1   | 9 | 1 | (1) | 2   |   | 9   |   |   |     |    |    |    |    | 22    |
| 4=  | Mirage       |     |   |   | 9   |     |   |     |   |   |     |    |    |    |    | 9     |
| 4=  | Chaparral    |     |   |   |     |     |   |     |   | 9 |     |    |    |    |    | 9     |
| 6   | Lola         |     |   |   | 3   |     |   |     |   |   |     |    |    |    |    | 3     |
| 7   | Alfa Romeo   |     |   |   |     |     | 2 |     |   |   |     |    |    |    |    | 2     |

#### Catégorie P2.0 - Championnat International des constructeurs - Prototypes II (- de2 000cm3)
| Pos | Constructeur | 1 | 2 | 3 | 4 | 5 | 6   | 7   | 8 | 9 | 10  | 11 | 12 | 13 | 14 | Total |
| --- | ------------ | - | - | - | - | - | --- | --- | - | - | --- | -- | -- | -- | -- | ----- |
| 1   | Porsche      | 9 | 9 | 9 | 9 | 9 | (9) | (9) |   |   | (6) |    |    |    |    | 45    |
| 2   | Lotus        |   |   |   |   |   |     |     |   |   | 9   |    |    |    |    | 9     |
| 3   | Alfa Romeo   |   |   |   | 4 |   | 3   |     |   |   |     |    |    |    |    | 7     |
| 4   | Chevron      |   |   |   |   |   | 2   |     |   |   | 4   |    |    |    |    | 6     |
| 5=  | Ferrari      |   |   |   |   | 4 |     |     |   |   |     |    |    |    |    | 4     |
| 5=  | Alpine       |   |   |   |   |   |     | 4   |   |   |     |    |    |    |    | 4     |

### Championnat International des voitures de Sport

#### Catégorie S1.3 - Championnat International des voitures de Sport - Division I (1 300cm3)
| Pos | Constructeur  | 1 | 2 | 3 | 4 | 5 | 6 | 7 | 8 | 9 | 10 | 11 | 12 | 13    | 14 | Total |
| --- | ------------- | - | - | - | - | - | - | - | - | - | -- | -- | -- | ----- | -- | ----- |
| 1   | Abarth        |   |   |   |   |   |   |   | 9 | 9 |    | 9  | 9  | (4,5) | 9  | 45    |
| 2   | Diva          |   |   |   |   |   | 9 |   |   |   |    |    |    |       | 3  | 12    |
| 3   | Austin Healey |   |   |   |   |   |   |   |   | 4 |    |    |    |       |    | 4     |
| 4   | Saab          |   |   |   |   |   |   |   |   |   |    |    |    | 1     |    | 1     |
| 5   | Triumph       |   |   |   |   |   |   |   |   |   |    |    |    | 0,5   |    | 0,5   |

#### Catégorie S2.0 - Championnat International des voitures de Sport - Division II (2 000cm3)
| Pos | Constructeur | 1 | 2 | 3 | 4 | 5 | 6 | 7 | 8 | 9 | 10 | 11 | 12 | 13    | 14 | Total |
| --- | ------------ | - | - | - | - | - | - | - | - | - | -- | -- | -- | ----- | -- | ----- |
| 1   | Porsche      |   | 9 | 9 |   |   | 9 | 9 |   | 9 | 9  |    | 9  | (4,5) |    | 63    |
| 2   | Alfa Romeo   |   |   |   |   |   | 6 |   |   | 3 |    |    |    |       |    | 9     |
| 3   | Lotus        |   |   |   |   |   |   |   |   |   |    |    |    | 0,5   |    | 0,5   |

#### Catégorie S+2.0 - Championnat International des voitures de Sport - Division III (+ de2 000cm3)
| Pos | Constructeur  | 1 | 2 | 3 | 4 | 5 | 6 | 7 | 8 | 9 | 10  | 11 | 12  | 13  | 14 | Total |
| --- | ------------- | - | - | - | - | - | - | - | - | - | --- | -- | --- | --- | -- | ----- |
| 1   | Ford          | 9 | 9 | 9 | 9 | 9 | 9 |   |   |   | (6) |    | (9) |     |    | 54    |
| 2   | Ferrari       | 4 |   | 4 |   |   | 3 |   |   |   | 9   |    | 4   | 4,5 |    | 28,5  |
| 3=  | Shelby        |   |   |   |   |   |   |   |   |   |     |    |     | 3   |    | 6     |
| 3=  | Austin Healey |   |   |   |   | 6 |   |   |   |   |     |    |     |     |    | 6     |